# Nicolas Abraham de La Framboisière
Pour les articles homonymes, voir Nicolas Abraham (homonymie).
Nicolas Abraham, sieur de la Framboisière né en 1560 à Guise et mort le 6 mai 1636 à Reims, est un médecin et conseiller du roi, médecin en chef des armées et professeur et doyen de la faculté de médecine de Reims.

## Biographie
Il suivit des cours à la faculté de médecine de Paris.
« Ses œuvres constituent une véritable somme des connaissances médicales de son époque, et témoignent entre autres de la lutte qui opposait au tournant des seizième et dix-septième siècles les tenants de la nouvelle médecine paracelsiste et les défenseurs de la médecine orthodoxe. »
C'est un lecteur attentif d'Ambroise Paré.
Il écrit d'abord en latin, puis, à la demande d'Henri IV, en français.
Les Œuvres de 1613 réunissent des écrits jusque-là séparés.

## Publications
- Gouvernement nécessaire a chacun pour vivre longuement en santé, 1600.
- Œuvres, 1613.
- Œuvres, Paris, 1624 (lire en ligne).
- Les Œuvres de N. Abraham de la Framboisiere, Conseiller & Médecin du Roy : où sont méthodiquement décrites l'Histoire du Monde, la Médecine, la Chirurgie & la Pharmacie, pour la conservation de la Santé & la guérison des Maladies internes & externes: avec les Arts libéraux, par le moyen desquels on acquiert les Graces d'entendre, de bien dire, & d'heureusement vivre. Dernière édition, Revue, corrigée et augmentée de nouveau par l'Auteur d'un VIII Tome. A Lyon 1643, 1643.